# Рачинское землетрясение
Рачинское землетрясение 1991 года произошло в провинции Рача, Грузия в 9:12 UTC 29 апреля. Наибольшие разрушения произошли в городах Они и Амбролаури в южных предгорьях Большого Кавказа. В результате землетрясения погибли 270 человек, около 100 000 лишились крова, стране причинён серьёзный ущерб, в том числе разрушены несколько средневековых зданий. Оно имело магнитуду 7,0 и было самым мощным землетрясением, зарегистрированным на Кавказе.

## Тектоническая обстановка
Грузия расположена между двумя горными цепями Большого Кавказа на севере и Малого Кавказа на юге. Эти две группы гор возникли в результате продолжающегося воздействия коллизии между Аравийской плитой и Евразийской плитой. Большой Кавказ состоит из направленного на юг складчато-надвиговый пояс, который был активен с олигоцена. Рача находится близко к южной окраине этого надвигового пояса, поэтому землетрясение интерпретируется как вызванное разрывом активного фронта надвига.

## Ущерб

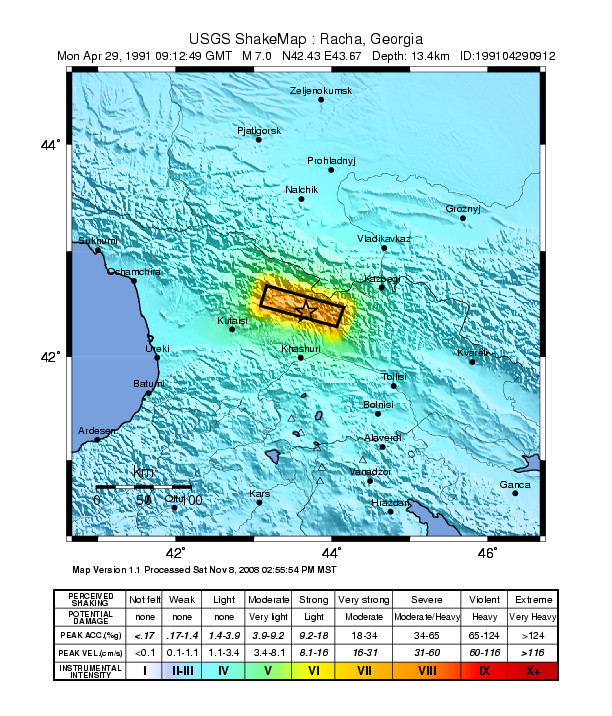
Карта землетрясения от геологической службы США

В результате землетрясения пострадало 700 деревень и поселков, было разрушено 46 000 домов и 100 000 человек остались без крова. Число пострадавших было сравнительно небольшим, так как большинство жителей работали на полях во время землетрясения (13:13 по местному времени). Были повреждены многие важные исторические памятники, в частности Церковь Архангела близ Земо-Крихи и церковь Мравалдзали, которые были полностью разрушены.
Большая часть ущерба, связанного с землетрясением, была вызвана оползнями, вызванными толчками, а не самими толчками. Наиболее распространённым типом были камнепады, за которыми следовали обвалы, оползни и каменные лавины. Самой разрушительной была крупная лавина обломков, разрушившая деревню Хохети, в результате чего погибло 50 жителей. Большая масса юрской вулканической породы упала на водонасыщенный аллювий, образовав лавину обломков. Лавина обломков, объём которой оценивается более чем в 3 млн м3, прокатилась по долине через Хохети, заблокировав реку Гебура, образуя плотину высотой 100 м, которая вскоре прорвалась, вызвав большие разрушения.
Сильный афтершок 15 июня причинил значительный ущерб городу Дзау. По меньшей мере 8 человек погибли и 200 получили ранения. Поскольку много местных жителей участвовали в  акциях протеста, от землетрясения погибло несколько десятков людей, а не сотен. Было разрушено село Хахет.

## Характеристики
Землетрясение имело магнитуду 7,0. Наблюдалась максимальная интенсивность IX по шкале MSK. Расчётный механизм очага показал, что землетрясение произошло в результате малоуглового выброса на плоскости разлома, наклонённой примерно на 35° к северо-северо-востоку. Это было подтверждено распределением афтершоков, определившим чёткую плоскость этой ориентации. Анализ детальной скоростной структуры вокруг зоны разрыва показал, что она совпала с заметным изменением сейсмической скорости, что соответствует границе раздела между мезозойскими отложениями и нижележащим кристаллическим фундаментом. Считается, что хребет Рача высотой 1500 м был поднят многократными землетрясениями такого типа.
После главного толчка последовала сложная серия афтершоков, продолжавшаяся в течение нескольких месяцев, что привело к дальнейшему ущербу и человеческим жертвам. Самый большой афтершок, состоящий из двух событий с интервалом в две секунды, произошёл 15 июня с эпицентром около Джавы имел магнитуду 6,5. 23 октября 1992 года примерно в 100 км к востоку от зоны афтершока произошло землетрясение магнитудой 6,7 балла. Это также произошло из-за выброса на плоскости с северо-северо-восточным падением.

## Последствия
Продолжающийся грузино-южноосетинский конфликт осложнил спасательные операции.